# Air Georgia
Air Georgia (code AITA : DA ; code OACI : GEO) était la compagnie aérienne nationale de la Géorgie jusqu'en 2004.
En 1999, Airzena s'est alliée à Air Georgia pour former Georgian Airways, titre adopté en 2004.